# کریستیانو لوپاتلی
کریستیانو لوپاتلی (ایتالیایی: Cristiano Lupatelli؛ زادهٔ ۲۱ ژوئن ۱۹۷۸) یک بازیکن فوتبال اهل ایتالیا است.

## باشگاهی
از باشگاه‌هایی که در آن بازی کرده‌است می‌توان به پالرمو، فیورنتینا، پارما، کالیاری، کیه‌وو ورونا، آ. اس. رم، جنوا و بولونیا اشاره کرد.

## تیم ملی
وی همچنین در تیم ملی فوتبال زیر ۲۱ سال ایتالیا بازی کرده است.